# 엔도 겐이치 (축구 선수)
엔도 겐이치(일본어: 遠藤 元一, 1994년 9월 9일~)는 일본의 축구 선수이다.

## 구단 경력
그는 2017년 J3리그의 AC 나가노 파르세이루에 입단했다. 2020년까지 59경기에 출전하여, 1득점을 넣었다. 2021년 가마타마레 사누키로 이적, 2년동안 팀에서 뛰었다. 2023년 FC 기후로 이적했다.